# Rasskazovo
Rasskazovo è una città della Russia sudoccidentale, situata sulla sponda destra del fiume Lesnoj Tambov, 40 km a est del capoluogo Tambov; è capoluogo del rajon (distretto) Rasskazovskij, dal quale è però amministrativamente separata.
Il villaggio di Rasskazovo è attestato per la prima volta nel 1698; il nome dell'insediamento deriva dal cognome del fondatore, Stepan Rasskazov. Il villaggio crebbe nei secoli successivi come centro industriale, ottenendo lo status di città nel 1926.

## Società

### Evoluzione demografica
Fonte: mojgorod.ru
- 1897: 12.000
- 1926: 25.000
- 1939: 30.800
- 1959: 33.800
- 1979: 43.600
- 1989: 49.100
- 2000: 49.300
- 2008: 44.400